# Франц (князь Брауншвейг-Люнебурга)
Франц, князь Брауншвейг-Люнебурга (23 ноября 1508, Ильцен — 23 ноября 1549, Гифхорн) — младший сын Генриха Среднего. После 30-летнего правления Брауншвейг-Люнебургом совместно с братом Эрнстом Исповедником, он стал править новообразованным герцогством Гифхорн с центром в замке Гифхорн в течение 10 лет с 1539 года до своей смерти в 1549 году.

## Биография

### Ранняя жизнь
Его отец Генрих Средний хотел, чтобы Франц стал епископом Хильдесхайма, однако это оказалось невозможным из-за ухудшившейся политической ситуации.
После того, как его отец (который поддерживал проигравшего французского претендента на императорский престо) был сослан в Париж в 1521 году, его два старших брата, Оттон и Эрнст Исповедник, правили герцогством Целле, у которого был крупный государственный долг.
Братья решили, что Франц слишком молод для правления и в возрасте 16 лет отправили его в Виттенбергский университет. Когда он достиг совершеннолетия в 1526 году, он провёл ещё десять лет при дворе Саксонского электората. Там он приобщился к экстравагантной придворной жизни с её пиршеством, охотой и путешествиями. Лишь в 1536 году он вернулся в Целле по приглашению брата Эрнста, который стал лютеранином.

### Герцогство Гифхорн
По возвращении Франц не проявил ожидаемого от него интереса к новым обязанностям правителя. Более того, относительно скромный уровень жизни в маленькой резиденции в Целле был ему не по вкусу. Он настаивал на получении своего собственного герцогства и разделении территорий. Его требование на всю восточную половину герцогства было неприемлемым, не в последнюю очередь из-за серьёзных долгов государства.
В результате в 1539 году ему дали только Гифхорн, Фаллерслебен и Изенхагенское аббатство под Ханкенсбюттелем. Эти владения в конечном итоге составили новое герцогство Гифхорн, имеющее незначительное влияние в империи. Это была небольшая, легко управляемая территория, в которой герцог Франц мог вести привычный образ жизни и без проблем выполнять княжеские обязанности. Он вёл куртуазную жизнь в замке Гифхорн, который стал его резиденцией. В то же время он построил замок Фаллерслебен — сельскую аристократическую усадьбу.

### Реформация
Как и его брат Эрнст Исповедник, герцог Франц принадлежал к альянсу протестантских князей, которые ходатайствовали в рейхстаге в Шпайере в 1529 году на так называемой Шпайерской протестации. Оба брата принадлежали к Шмалькальденскому союзу, который поддерживал идеи Мартина Лютера.
При строительстве замковой часовни в Гифхорне Франц построил на северо-западе Германии первое храмовое здание, специально предназначенное для протестантских церковных служб. В 1546 году Франц принял участие в Шмалькальденской войне; а в 1542 году — в Османских войнах в Европе. Он ввёл Реформацию в Гифхорне.

## Брак и дети
В 1547 году в Ратцебурге герцог Франц женился на Кларе Саксен-Лауэнбургской, дочери герцога Магнуса I Саксен-Лауэнбургского.
Брак продлился всего три года до мучительной смерти герцога 23 ноября 1549 года в день 41-го дня рождения. Он умер от инфекции в ране не стопе; рана не заживала, и даже ампутация не смогла спасти его жизнь.
Он был похоронен в часовне замка Гифхорн, где на его саркофаге было установлено изваяние герцога в натуральную величину. Поскольку у него было две дочери и не было сына и наследника, герцогство Гифхорн в семью. Его вдове, герцогине Кларе, подарили замок Фаллерслебен, где она занималась благотворительностью. Она умерла в 1576 году во время визита в Барт и была похоронена там.
Дети:
- Екатерина (1548—1565)

∞ 1564 бургграф Генрих VI Плауэнский (1536—1572)
- Клара (1550—1598)

∞ 1565 князь Бернгард VII Ангальт-Цербстский (1540—1570)
∞ 1572 герцог Богуслав XIII Померанский (1544—1606)